# In ogni dove
In ogni dove è il secondo album in studio del rapper italiano Rayden, pubblicato il 15 ottobre 2009 dalla BM Records.

## Tracce
1. La mia, co-prodotta da: Symone, Rayden e Vox P.
2. Può piovere per sempre, prodotta da: Kennedy per "Blocco Records".
3. Fai col cuore feat. Tormento, prodotta da: Rayden per “La vetta del cielo”.
4. Nient'altro, prodotta da: Vox P per Mai + povero.
5. Timeline feat. Ensi, Raige e DJ Double S, prodotta da: Rayden per “La vetta del cielo”.
6. La guerra dei mondi, prodotta da: Big Joe per “Gotaste/Killa Soul”.
7. Sulla carta come nella vita feat. Vox P, prodotta da: Vox P per “Mai + povero”.
8. Anche no, prodotta da: Bassi Maestro per “Sano Business”.
9. Sul tetto del mondo feat. Raige, prodotta da: Rayden per “La vetta del cielo”.
10. Quello che sei, prodotta da: Rayden per “La vetta del cielo”. Background vocals rit.: Hyst.
11. Ho visto cose feat. Principe e Emak, prodotta da: Rayden per “La vetta del cielo”.
12. Tutto adesso, prodotta da: Vox P per “Mai + povero”.
13. Sangue pazzo, prodotta da: Rayden per “La vetta del cielo”.
14. Hardcore Pt. 2 feat. Jack the Smoker e MDT, prodotta da: Rayden per “La vetta del cielo”.
15. In ogni dove, prodotta da: Vox P per “Mai + povero”.
16. Carceri d'oro, prodotta da: Rayden per “La vetta del cielo”.